# Service with a Smile
Service with a Smile es un corto de animación estadounidense de 1937, de la serie de Betty Boop. Fue producido por los estudios Fleischer y distribuido por Paramount Pictures. En él aparecen Betty Boop y Grampy.

## Argumento
Betty Boop dirige un hotel de cuarenta habitaciones, con tan solo dos cuartos de baño. Las justificadas quejas de los clientes acaban por desquiciar a Betty, quien recurre a su inventivo amigo Grampy para solucionarlas.

## Producción
Service with a Smile es la sexagésima octava entrega de la serie de Betty Boop y fue estrenada el 23 de septiembre de 1937.